# Liste des routes d'État au Connecticut
Le Connecticut Department of Transportation (CTDOT) entretient un réseau de routes d'État au Connecticut. Ce réseau compte 3719 miles (5985 km) de routes d'état.

## Liste des routes d'État
| Numéro     | Longueur (mi) | Longueur (km) | Terminus sud / ouest                                                      | Terminus nord / est                                                    | Créée | Notes                                                                                                   |
| ---------- | ------------- | ------------- | ------------------------------------------------------------------------- | ---------------------------------------------------------------------- | ----- | --- |
| Route 2    | 58.03         | 93.39         | Columbus Boulevard in Hartford                                            | US 1 in Stonington                                                     | 1932  | |
| Route 2A   | 9,91          | 15,95         | I-395 / Route 2 / Route 32 à Norwich                                      | Route 2 à Preston                                                      | 1967  | |
| Route 3    | 14,48         | 23,30         | Route 66 à Middletown                                                     | Route 2 à East Hartford                                                | 1941  | |
| Route 4    | 46,72         | 75,19         | Route 41 / Route 343 à Sharon                                             | Farmington Avenue à West Hartford                                      | 1932  | |
| Route 8    | 67,36         | 108,41        | I-95 à Bridgeport                                                         | MA 8 à la frontière du Massachusetts à Colebrook                       | 1922  | |
| Route 9    | 40,89         | 65,81         | I-95 à Old Saybrook                                                       | I-84 à West Hartford                                                   | 1932  | |
| Route 10   | 54,28         | 87,36         | I-95 à New Haven                                                          | US 202 / MA 10 à la frontière du Massachusetts à Granby                | 1922  | |
| Route 11   | 7,42          | 11,94         | Route 82 à Salem                                                          | Route 2 à Colchester                                                   | 1971  | |
| Route 12   | 54,46         | 87,64         | US 1 à Groton                                                             | MA 12 à la frontière du Massachusetts à Thompson                       | 1922  | |
| Route 14   | 24,33         | 39,16         | Route 66 à Windham                                                        | RI 14 à la frontière du Rhode Island à Sterling                        | 1932  | |
| Route 14A  | 10,27         | 16,53         | Route 14 à Plainfield                                                     | Route 14 à Sterling                                                    | 1963  | |
| Route 15   | 83,53         | 134,43        | Hutchinson River Parkway à la frontière de l'État de New York à Greenwich | I-84 / US 6 à East Hartford                                            | 1932  | |
| Route 16   | 17,05         | 27,44         | Route 66 à East Hampton                                                   | Route 207 à Lebanon                                                    | 1934  | |
| Route 17   | 36,41         | 58,60         | Middletown Avenue à New Haven                                             | Route 2 à Glastonbury                                                  | 1948  | |
| Route 17A  | 3,02          | 4,86          | Route 17 / Route 66 à Portland                                            | Route 17 à Portland                                                    | 1948  | |
| Route 19   | 6,99          | 11,25         | Route 190 à Stafford                                                      | MA 19 à la frontière du Massachusetts à Stafford                       | 1932  | |
| Route 20   | 31,56         | 50,79         | Route 8 à Winchester                                                      | I-91 à Windsor                                                         | 1932  | |
| Route 21   | 5,67          | 9,12          | Route 12 à Killingly                                                      | Route 193 à Thompson                                                   | 1944  | |
| Route 22   | 14,07         | 22,64         | Route 10 à Hamden                                                         | US 1 à Guilford                                                        | 1951  | |
| Route 25   | 28,59         | 46,01         | I-95 à Bridgeport                                                         | US 202 à Brookfield                                                    | 1932  | |
| Route 27   | 3,21          | 5,17          | US 1 à Stonington                                                         | Route 184 à Groton                                                     | 1950  | |
| Route 30   | 20,94         | 33,70         | I-291 / US 5 à South Windsor                                              | Route 190 à Stafford                                                   | 1943  | |
| Route 31   | 14,34         | 23,08         | Route 74 à Vernon                                                         | Route 32 à Mansfield                                                   | 1942  | |
| Route 32   | 54,88         | 88,32         | Crystal Avenue (SSR 437) à New London                                     | MA 32 à la frontière du Massachusetts à Stafford                       | 1922  | |
| Route 33   | 14,41         | 23,19         | I-95 / Route 136 à Westport                                               | Route 35 à Ridgefield                                                  | 1932  | |
| Route 34   | 24,37         | 39,22         | Washington Street à Newtown                                               | I-91 / I-95 à New Haven                                                | 1932  | |
| Route 35   | 5,66          | 9,11          | NY 35 à la frontière de l'État de New York à Ridgefield                   | US 7 à Ridgefield                                                      | 1932  | |
| Route 37   | 18,66         | 30,03         | Route 39 / Route 53 / Downs Street (SR 841) à Danbury                     | US 7 à New Milford                                                     | 1932  | |
| Route 39   | 22,76         | 36,63         | Route 37 / Route 53 / Downs Street (SR 841) à Danbury                     | Route 55 à Sherman                                                     | 1932  | |
| Route 40   | 3,08          | 4,96          | I-91 à North Haven                                                        | Route 10 à Hamden                                                      | 1976  | |
| Route 41   | 17,86         | 28,74         | Amenia Union Road à la frontière de l'État de New York à Sharon           | MA 41 à la frontière du Massachusetts à Salisbury                      | 1932  | |
| Route 42   | 13,66         | 21,98         | Route 67 à Oxford                                                         | Route 10 à Cheshire                                                    | 1963  | |
| Route 43   | 5,06          | 8,14          | Route 4 / Route 128 à Cornwall                                            | Route 63 à Cornwall                                                    | 1932  | |
| Route 45   | 10,29         | 16,56         | US 202 à Washington                                                       | US 7 à Cornwall                                                        | 1932  | |
| Route 47   | 12,27         | 19,75         | US 6 à Woodbury                                                           | US 202 à Washington                                                    | 1932  | |
| Route 49   | 21,74         | 34,99         | Route 2 à Stonington                                                      | Route 14A à Sterling                                                   | 1959  | |
| Route 53   | 23,57         | 37,93         | US 1 à Norwalk                                                            | Route 37 / Route 39 / Downs Street (SR 841) à Danbury                  | 1932  | |
| Route 55   | 2,64          | 4,25          | NY 55 à la frontière de l'État de New York à Sherman                      | US 7 à New Milford                                                     | 1932  | |
| Route 57   | 9,51          | 15,30         | Route 33 à Westport                                                       | US 7 à Wilton                                                          | 1932  | |
| Route 58   | 18,58         | 29,90         | US 1 à Fairfield                                                          | Route 302 à Bethel                                                     | 1932  | |
| Route 59   | 12,05         | 19,39         | US 1 à Bridgeport                                                         | Route 25 à Monroe                                                      | 1932  | |
| Route 61   | 9,16          | 14,74         | US 6 à Woodbury                                                           | Route 63 à Morris                                                      | 1932  | |
| Route 63   | 52,57         | 84,60         | Route 10 à New Haven                                                      | US 7 à Canaan                                                          | 1932  | |
| Route 64   | 8,14          | 13,10         | US 6 à Woodbury                                                           | I-84 à Waterbury                                                       | 1932  | |
| Route 66   | 38,38         | 61,77         | I-91 / I-691 à Meriden                                                    | US 6 à Windham                                                         | 1968  | |
| Route 67   | 31,00         | 49,89         | US 7 / US 202 à New Milford                                               | Route 63 à Woodbridge                                                  | 1932  | |
| Route 68   | 22,09         | 35,55         | Route 63 à Naugatuck                                                      | Route 17 à Durham                                                      | 1932  | |
| Route 69   | 35,16         | 56,58         | Route 63 à New Haven                                                      | Route 4 à Burlington                                                   | 1932  | |
| Route 70   | 10,92         | 17,57         | I-84 / Waterbury Road (SR 801) à Cheshire                                 | Route 71 à Meriden                                                     | 1932  | |
| Route 71   | 19,19         | 30,88         | US 5 à Wallingford                                                        | Route 173 à West Hartford                                              | 1932  | |
| Route 71A  | 2,92          | 4,70          | Route 71 à Berlin                                                         | Buell Street à New Britain                                             | 1978  | |
| Route 72   | 20,05         | 32,27         | Route 9 à New Britain                                                     | Route 4 à Harwinton                                                    | 1932  | |
| Route 73   | 3,46          | 5,57          | Route 63 à Watertown                                                      | Route 8 à Waterbury                                                    | 1932  | |
| Route 74   | 22,21         | 35,74         | Route 194 à South Windsor                                                 | US 44 à Ashford                                                        | 1932  | |
| Route 75   | 13,52         | 21,76         | Route 159 à Windsor                                                       | MA 75 à la frontière du Massachusetts à Suffield                       | 1932  | |
| Route 77   | 13,85         | 22,29         | Route 146 à Guilford                                                      | Route 17 à Durham                                                      | 1932  | |
| Route 78   | 0,43          | 0,69          | Route 2 à Stonington                                                      | RI 78 à la frontière du Rhode Island à Stonington                      | 1979  | |
| Route 79   | 14,34         | 23,08         | US 1 à Madison                                                            | Route 17 à Durham                                                      | 1932  | |
| Route 80   | 25,91         | 41,70         | Route 17 à New Haven                                                      | Route 154 à Deep River                                                 | 1932  | |
| Route 81   | 15,75         | 25,35         | US 1 à Clinton                                                            | Route 154 à Haddam                                                     | 1932  | |
| Route 82   | 28,47         | 45,82         | Route 9 à Chester                                                         | Route 2 / Route 32 à Norwich                                           | 1932  | |
| Route 83   | 27,56         | 44,35         | New London Turnpike à Glastonbury                                         | MA 83 à la frontière du Massachusetts à Somers                         | 1932  | |
| Route 85   | 37,38         | 60,16         | US 1 à New London                                                         | US 6 / US 44 / Cider Mill Road (SR 533) à Bolton                       | 1932  | |
| Route 87   | 16,62         | 26,75         | Route 32 à Franklin                                                       | US 6 à Andover                                                         | 1932  | |
| Route 89   | 16,25         | 26,15         | Route 195 à Mansfield                                                     | Route 190 à Union                                                      | 1932  | |
| Route 94   | 9,33          | 15,02         | Route 2 à Glastonbury                                                     | Route 85 à Hebron                                                      | 1932  | |
| Route 97   | 29,14         | 46,90         | Route 12 à Norwich                                                        | US 44 / Route 169 à Pomfret                                            | 1932  | |
| Route 99   | 10,64         | 17,12         | Route 9 à Cromwell                                                        | Wethersfield Avenue aux limites entre Wethersfield et Hartford         | 1969  | |
| Route 100  | 4,40          | 7,08          | US 1 à East Haven                                                         | Route 80 à East Haven                                                  | 1935  | |
| Route 101  | 9,46          | 15,22         | US 44 à Pomfret                                                           | RI 101 à la frontière du Rhode Island à Killingly                      | 1935  | |
| Route 102  | 3,45          | 5,55          | Route 35 à Ridgefield                                                     | US 7 à Ridgefield                                                      | 1932  | |
| Route 103  | 5,31          | 8,55          | Route 80 à New Haven                                                      | US 5 / Route 22 à North Haven                                          | 1987  | |
| Route 104  | 6,82          | 10,98         | Route 137 à Stamford                                                      | Long Ridge Road à la frontière de l'État de New York à Stamford        | 1935  | |
| Route 106  | 14,37         | 23,13         | I-95 / US 1 à Stamford                                                    | Route 53 à Wilton                                                      | 1963  | |
| Route 107  | 7,50          | 12,07         | US 7 à Wilton                                                             | Route 58 à Redding                                                     | 1932  | |
| Route 108  | 11,05         | 17,78         | US 1 à Stratford                                                          | Route 110 à Shelton                                                    | 1932  | |
| Route 109  | 20,93         | 33,68         | US 202 à New Milford                                                      | US 6 à Thomaston                                                       | 1932  | |
| Route 110  | 15,95         | 25,67         | US 1 à Stratford                                                          | Route 111 à Monroe                                                     | 1935  | Extended in 1952                                                                                        |
| Route 111  | 11,71         | 18,85         | Route 15 / Main Street (SR 731) à Trumbull                                | Route 34 à Monroe                                                      | 1932  | |
| Route 112  | 6,68          | 10,75         | US 44 à Salisbury                                                         | US 7 à Salisbury                                                       | 1932  | |
| Route 113  | 8,12          | 13,07         | I-95 à Bridgeport                                                         | Route 110 à Stratford                                                  | 1932  | |
| Route 114  | 7,92          | 12,75         | US 1 à Orange                                                             | Route 63 à Woodbridge                                                  | 1932  | |
| Route 115  | 5,66          | 9,11          | Route 34 à Derby                                                          | Route 67 à Seymour                                                     | 1932  | |
| Route 116  | 4,24          | 6,82          | Route 35 à Ridgefield                                                     | NY 116 à la frontière de l'État de New York à Ridgefield               | 1966  | |
| Route 117  | 11,32         | 18,22         | US 1 à Groton                                                             | Route 2 à Preston                                                      | 1963  | |
| Route 118  | 7,48          | 12,04         | Route 63 à Litchfield                                                     | Route 4 à Harwinton                                                    | 1966  | |
| Route 120  | 3,11          | 5,01          | Route 322 à Southington                                                   | Route 10 à Southington                                                 | 1932  | |
| NY 120A    | 4,60          | 7,40          | Route 120A à Harrison, NY                                                 | Route 120A à Rye Brook, NY                                             | 1931  | King St, Greenwich. Des segments sont au Connecticut, d'autres sur la frontière avec l'État de New York |
| Route 121  | 5,66          | 9,11          | US 1 à Milford                                                            | Route 34 à Orange                                                      | 1932  | |
| Route 122  | 3,51          | 5,65          | I-95 / First Avenue (SR 745) à West Haven                                 | Route 63 à New Haven                                                   | 1932  | |
| Route 123  | 8,37          | 13,47         | US 1 à Norwalk                                                            | NY 123 à la frontière de l'État de New York à New Canaan               | 1932  | |
| Route 124  | 9,41          | 15,14         | US 1 à Darien                                                             | Westchester Avenue à la frontière de l'État de New York à New Canaan   | 1966  | |
| Route 125  | 1,24          | 2,00          | Route 4 à Cornwall                                                        | Route 128 à Cornwall                                                   | 1932  | |
| Route 126  | 6,08          | 9,78          | Route 63 à Canaan                                                         | US 44 à North Canaan                                                   | 1932  | |
| Route 127  | 6,80          | 10,94         | Route 130 à Bridgeport                                                    | Route 111 à Trumbull                                                   | 1932  | |
| Route 128  | 4,03          | 6,49          | US 7 à Sharon                                                             | Route 4 / Route 43 à Cornwall                                          | 1932  | |
| Route 130  | 8,21          | 13,21         | US 1 à Fairfield                                                          | US 1 à Stratford                                                       | 1992  | |
| Route 131  | 3,78          | 6,08          | Route 12 à Thompson                                                       | MA 131 à la frontière du Massachusetts à Thompson                      | 1935  | |
| Route 132  | 10,97         | 17,65         | Route 47 à Woodbury                                                       | Route 63 à Watertown                                                   | 1932  | |
| Route 133  | 20,05         | 32,27         | US 202 à Brookfield                                                       | Route 67 à Bridgewater                                                 | 1932  | |
| Route 135  | 2,58          | 4.,5          | US 1 à Fairfield                                                          | Route 58 à Fairfield                                                   | 1953  | |
| Route 136  | 20.46         | 32.93         | US 1 à Darien                                                             | Route 59 à Easton                                                      | 1932  | |
| Route 137  | 9,33          | 15,02         | US 1 / Washington Boulevard (SSR 493) à Stamford                          | NY 137 à la frontière de l'État de New York à Stamford                 | 1932  | |
| Route 138  | 17,73         | 28,53         | Route 97 à Sprague                                                        | RI 138 à la frontière du Rhode Island à Voluntown                      | 1932  | |
| Route 139  | 2,38          | 3,83          | US 1 à Branford                                                           | Route 22 / Route 80 à North Branford                                   | 1932  | |
| Route 140  | 22,50         | 36,21         | Route 75 à Windsor Locks                                                  | Route 32 / Route 190 à Stafford                                        | 1932  | |
| Route 142  | 4,27          | 6,87          | US 1 à East Haven                                                         | US 1 à Branford                                                        | 1932  | |
| Route 145  | 9,91          | 15,95         | US 1 in Clinton                                                           | Route 148 à Chester                                                    | 1932  | |
| Route 146  | 13,00         | 20,92         | US 1 à Branford                                                           | US 1 à Guilford                                                        | 1932  | |
| Route 147  | 5,09          | 8,19          | Route 17 à Durham                                                         | Route 66 à Middlefield                                                 | 1932  | |
| Route 148  | 16,35         | 26,31         | Route 79 à Killingworth                                                   | Route 82 à Lyme                                                        | 1932  | |
| Route 149  | 11,70         | 18,83         | Route 82 à East Haddam                                                    | Old Hartford Road à Colchester                                         | 1932  | |
| Route 150  | 9,04          | 14,55         | Route 22 à North Branford                                                 | US 5 à Wallingford                                                     | 1932  | |
| Route 151  | 10,77         | 17,33         | Route 82 à East Haddam                                                    | Route 66 à East Hampton                                                | 1932  | |
| Route 152  | 3,31          | 5,33          | US 1 à Orange                                                             | Route 34 à Orange                                                      | 1932  | |
| Route 153  | 5,27          | 8,48          | US 1 à Westbrook                                                          | Route 154 à Essex                                                      | 1932  | |
| Route 154  | 28,24         | 45,45         | US 1 à Old Saybrook                                                       | Route 9 à Middletown                                                   | 1932  | |
| Route 155  | 2,22          | 3,57          | Route 17 à Middletown                                                     | Route 9 à Middletown                                                   | 1933  | |
| Route 156  | 22,76         | 36,63         | Route 82 à East Haddam                                                    | US 1 à Waterford                                                       | 1932  | |
| Route 157  | 6,86          | 11,04         | Route 68 à Durham                                                         | Route 66 à Middletown                                                  | 1932  | |
| Route 159  | 16,82         | 27,07         | Main Street aux limites entre Hartford et Windsor                         | MA 159 à la frontière du Massachusetts à Suffield                      | 1968  | Ancienne US 5A                                                                                          |
| Route 160  | 7,36          | 11,84         | US 5 / Route 15 à Berlin                                                  | Route 17 à Glastonbury                                                 | 1932  | |
| Route 161  | 8,03          | 12,92         | Route 156 à East Lyme                                                     | Route 85 à Montville                                                   | 1932  | |
| Route 162  | 20,05         | 32,27         | US 1 à Milford                                                            | US 1 à Orange                                                          | 1932  | |
| Route 163  | 12,86         | 20,70         | Route 32 à Montville                                                      | Route 2 / Haughton Road (SR 612) à Bozrah                              | 1932  | |
| Route 164  | 7,83          | 12,60         | Route 2 à Preston                                                         | Route 138 à Griswold                                                   | 1932  | |
| Route 165  | 16,01         | 25,77         | Route 2 à Norwich                                                         | RI 165 à la frontière du Rhode Island à Voluntown                      | 1932  | |
| Route 166  | 1,62          | 2,61          | Route 153 à Westbrook                                                     | US 1 à Old Saybrook                                                    | 1935  | |
| Route 167  | 10,41         | 16,75         | Route 4 à Farmington                                                      | US 202 / Route 10 à Simsbury                                           | 1932  | |
| Route 168  | 7,93          | 12,76         | MA 168 à la frontière du Massachusetts à Suffield                         | Route 75 à Suffield                                                    | 1977  | |
| Route 169  | 38,25         | 61,56         | Route 2 / Route 32 / Town Street (SR 642) à Norwich                       | MA 169 à la frontière du Massachusetts à Woodstock                     | 1959  | |
| Route 171  | 20,70         | 33,31         | I-84 à Union                                                              | US 44 à Putnam                                                         | 1959  | |
| Route 172  | 4.45          | 7.16          | I-84 à Southbury                                                          | Route 67 Southbury                                                     | 1932  | |
| Route 173  | 6,17          | 9,93          | US 5 / Route 15 à Newington                                               | South Main Street à West Hartford                                      | 1932  | |
| Route 174  | 3,18          | 5,12          | Route 71 à New Britain                                                    | Route 176 à Newington                                                  | 1932  | |
| Route 175  | 6.19          | 9.96          | Route 71 à New Britain                                                    | Route 99 à Wethersfield                                                | 1932  | |
| Route 176  | 4,14          | 6,66          | US 5 / Route 15 à Newington                                               | Newington Avenue aux limites entre Newington et Hartford               | 1932  | |
| Route 177  | 12,57         | 20,23         | Route 10 à Plainville                                                     | US 44 à Canton                                                         | 1932  | |
| Route 178  | 6,89          | 11,09         | Route 185 à Bloomfield                                                    | Route 159 à Windsor                                                    | 1932  | |
| Route 179  | 16,50         | 26,55         | Route 4 à Burlington                                                      | Route 20 à Hartland                                                    | 1932  | |
| Route 181  | 7,84          | 12,62         | US 44 à Barkhamsted                                                       | Route 20 à Hartland                                                    | 1932  | |
| Route 182  | 3,81          | 6,13          | US 44 à Norfolk                                                           | Route 182A / Route 183 à Colebrook                                     | 1932  | |
| Route 182A | 2,09          | 3,36          | Route 182 à Colebrook                                                     | Route 182 / Route 183 à Colebrook                                      | 1941  | |
| Route 183  | 19,06         | 30,67         | Route 4 à Torrington                                                      | MA 183 à la frontière du Massachusetts à Norfolk                       | 1932  | |
| Route 184  | 15,66         | 25,20         | I-95 à Groton                                                             | Route 216 / Providence–New London Turnpike (SR 626) à North Stonington | 1964  | |
| Route 185  | 6,36          | 10,24         | US 202 / Route 10 à Simsbury                                              | Route 189 à West Hartford                                              | 1932  | |
| Route 186  | 3,57          | 5,75          | Route 190 à Somers                                                        | MA 186 à la frontière du Massachusetts à Somers                        | 1932  | |
| Route 187  | 19,74         | 31,77         | US 44 à Hartford                                                          | MA 187 à la frontière du Massachusetts à Suffield                      | 1932  | |
| Route 188  | 15,92         | 25,62         | Route 34 à Seymour                                                        | Route 63 à Middlebury                                                  | 1935  | |
| Route 189  | 20,32         | 32,70         | US 44 à Hartford                                                          | MA 189 à la frontière du Massachusetts à Granby                        | 1932  | |
| Route 190  | 28,27         | 45,50         | Route 75 à Suffield                                                       | Route 171 à Union                                                      | 1932  | |
| Route 191  | 9,30          | 14,97         | US 5 à East Windsor                                                       | Route 190 à Enfield                                                    | 1932  | |
| Route 192  | 3,49          | 5,62          | Route 190 à Enfield                                                       | MA 192 à la frontière du Massachusetts à Enfield                       | 1932  | |
| Route 193  | 6,63          | 10,67         | Route 12 à Thompson                                                       | MA 193 à la frontière du Massachusetts à Thompson                      | 1932  | |
| Route 194  | 3,67          | 5,91          | US 5 à South Windsor                                                      | Route 30 à South Windsor                                               | 1932  | |
| Route 195  | 15,91         | 25,60         | Route 66 à Windham                                                        | Route 74 à Tolland                                                     | 1932  | |
| Route 196  | 5,38          | 8,66          | Route 151 à Haddam                                                        | Route 66 à East Hampton                                                | 1932  | |
| Route 197  | 10,97         | 17,65         | Route 171 à Union                                                         | MA 197 à la frontière du Massachusetts à Thompson                      | 1932  | |
| Route 198  | 19,22         | 30,93         | US 6 à Chaplin                                                            | MA 198 à la frontière du Massachusetts à Woodstock                     | 1932  | |
| Route 199  | 4,62          | 7,44          | Route 67 à Roxbury                                                        | Route 47 à Washington                                                  | 1935  | |
| Route 200  | 1,87          | 3,01          | Route 12 à Thompson                                                       | Route 193 à Thompson                                                   | 1932  | |
| Route 201  | 20,10         | 32,35         | Route 184 à Stonington                                                    | Route 12 à Griswold                                                    | 1934  | |
| Route 203  | 5,32          | 8,56          | Route 32 à Windham                                                        | US 6 à Windham                                                         | 1932  | |
| Route 205  | 3,81          | 6,13          | Route 12 à Plainfield                                                     | Route 169 à Brooklyn                                                   | 1932  | |
| Route 207  | 16,01         | 25,77         | Route 85 à Hebron                                                         | Route 97 à Sprague                                                     | 1932  | |
| Route 209  | 2,93          | 4,72          | Route 109 à Morris                                                        | US 202 à Litchfield                                                    | 1963  | |
| Route 213  | 6,66          | 10,72         | Route 156 à Waterford                                                     | US 1 à New London                                                      | 1932  | |
| Route 214  | 7,30          | 11,75         | Route 12 à Ledyard                                                        | Route 2 / Foxwoods Boulevard (SR 680) à Ledyard                        | 1963  | |
| Route 215  | 4,65          | 7,48          | US 1 à Groton                                                             | US 1 à Groton                                                          | 1932  | |
| Route 216  | 2,78          | 4,47          | Route 49 à North Stonington                                               | RI 165 à la frontière du Rhode Island à North Stonington               | 1934  | |
| Route 217  | 3,84          | 6,18          | Route 66 à Middlefield                                                    | Route 372 à Cromwell                                                   | 1963  | |
| Route 218  | 7,00          | 11,27         | US 44 à West Hartford                                                     | Route 159 à Windsor                                                    | 1935  | |
| Route 219  | 14,98         | 24,11         | US 202 à New Hartford                                                     | Route 20 à Granby                                                      | 1935  | |
| Route 220  | 5,80          | 9,33          | US 5 à Enfield                                                            | MA 220 à la frontière du Massachusetts à Enfield                       | 1936  | |
| Route 222  | 8,08          | 13,00         | US 6 à Thomaston                                                          | Route 118 à Harwinton                                                  | 1963  | |
| Route 229  | 5,94          | 9,56          | West Street à Southington                                                 | US 6 à Bristol                                                         | 1963  | |
| Route 234  | 6,95          | 11,18         | Route 27 à Stonington                                                     | US 1 à Stonington                                                      | 1987  | |
| Route 243  | 6,70          | 10,78         | Route 115 / Division Street (SR 853) à Ansonia                            | Route 63 à New Haven                                                   | 1963  | |
| Route 244  | 5,72          | 9,21          | Route 198 à Eastford                                                      | Route 97 à Pomfret                                                     | 1988  | |
| Route 254  | 8,41          | 13,53         | Route 8 / Waterbury Road (SR 848) à Thomaston                             | Route 118 à Litchfield                                                 | 1963  | |
| Route 262  | 9,37          | 15,08         | US 6 à Watertown                                                          | US 6 à Plymouth                                                        | 1963  | |
| Route 263  | 6,23          | 10,03         | Route 272 à Goshen                                                        | US 44 à Winchester                                                     | 1963  | |
| Route 272  | 17,97         | 28,92         | Route 4 à Torrington                                                      | Norfolk Road à la frontière du Massachusetts à Norfolk                 | 1963  | |
| Route 275  | 4,15          | 6,68          | Route 31 à Coventry                                                       | Route 195 à Mansfield                                                  | 1963  | |
| Route 286  | 3,60          | 5,79          | Route 74 à Ellington                                                      | Route 83 à Ellington                                                   | 1963  | |
| Route 287  | 3,36          | 5,41          | Route 176 à Newington                                                     | Route 3 à Wethersfield                                                 | 1970  | |
| Route 289  | 5,13          | 8,26          | Route 87 à Lebanon                                                        | Route 32 à Windham                                                     | 1964  | |
| Route 302  | 7,96          | 12,81         | Route 53 à Bethel                                                         | Route 25 à Newtown                                                     | 1974  | |
| Route 305  | 3,42          | 5,50          | Route 187 à Bloomfield                                                    | Route 75 à Windsor                                                     | 1963  | |
| Route 309  | 4,74          | 7,63          | Route 179 à Canton                                                        | Route 167 à Simsbury                                                   | 1963  | |
| Route 313  | 6,85          | 11,02         | Route 67 à Seymour                                                        | Route 243 à Woodbridge                                                 | 1963  | |
| Route 314  | 2,07          | 3,33          | US 5 / Route 15 à Wethersfield                                            | Route 99 à Wethersfield                                                | 1963  | |
| Route 315  | 1,95          | 3,14          | US 202 / Route 10 à Simsbury                                              | Route 189 à Simsbury                                                   | 1963  | |
| Route 316  | 6,04          | 9,72          | Route 66 à Hebron                                                         | US 6 à Andover                                                         | 1963  | |
| Route 317  | 6,10          | 9,82          | Route 67 à Roxbury                                                        | US 6 à Woodbury                                                        | 1964  | |
| Route 318  | 3,14          | 5,05          | US 44 à Barkhamsted                                                       | Route 219 à Barkhamsted                                                | 1963  | |
| Route 319  | 2,83          | 4,55          | Route 190 à Stafford                                                      | Route 19 à Stafford                                                    | 1988  | |
| Route 320  | 7,05          | 11,35         | Route 195 à Mansfield                                                     | I-84 à Willington                                                      | 1963  | |
| Route 322  | 9,80          | 15,77         | Route 69 à Wolcott                                                        | I-691 à Southington                                                    | 1963  | |
| Route 334  | 4,40          | 7,08          | Route 188 à Seymour                                                       | Route 115 à Ansonia                                                    | 1963  | |
| Route 337  | 4,91          | 7,90          | US 1 à New Haven                                                          | Route 142 à East Haven                                                 | 1987  | |
| Route 341  | 15,97         | 25,70         | Bog Hollow Road à la frontière de l'État de New York à Kent               | US 202 à Washington                                                    | 1932  | |
| Route 343  | 1,50          | 2,41          | NY 343 à la frontière de l'État de New York à Sharon                      | Route 4 / Route 41 à Sharon                                            | 1932  | |
| Route 349  | 4,17          | 6,71          | Shennecossett Road à Groton                                               | I-95 à Groton                                                          | 1985  | |
| Route 354  | 7,37          | 11,86         | Route 85 à Colchester                                                     | Route 82 à Salem                                                       | 1963  | |
| Route 361  | 3,54          | 5,70          | Route 41 à Sharon                                                         | Sharon Road à la frontière de l'État de New York à Salisbury           | 1966  | |
| Route 364  | 4,56          | 7,34          | Route 120 à Southington                                                   | Route 71 à Berlin                                                      | 1964  | |
| Route 372  | 15,12         | 24,33         | East Main Street aux limites entre Bristol et Plainville                  | Route 99 à Cromwell                                                    | 1978  | |
|            |               |               |                                                                           |                                                                        |       | |